# Guerre civile colombienne (1860-1862)
Pour les articles homonymes, voir Guerre civile colombienne.
Batailles
 Guerre civile
- La Concepción
- Las Guacas
- Segovia
- Amalia (es)
- Santa Bárbara de Cartago (es)

Conflit frontalier avec l'Équateur
- Tulcán (es)
- Cuaspud (es)

La guerre civile colombienne de 1860-1862 est une guerre civile au caractère politico-religieux qui s'est déroulé dans la Confédération grenadine (actuels pays de Colombie et de Panamá) entre 1860 et 1862.

## Origine du conflit
La guerre civile de 1860-1862 est la manifestation des intérêts du parti libéral colombien qui souhaite aller plus loin dans la politique de fédéralisme initiée par la création de la Confédération et achever la séparation de l'Église et de l'État. Il s'oppose en cela au gouvernement central tenu par le parti conservateur.

## Déroulement
En 1861, le général Tomás Cipriano de Mosquera (ancien président de la République de Nouvelle-Grenade entre 1845 et 1849 et chef de file des libéraux) déclare la sécession de l'État souverain du Cauca, le plus vaste des États fédérés, et la guerre au gouvernement de la Confédération grenadine afin d'augmenter le pouvoir du Cauca au sein de la confédération. Le 18 juillet 1861, Mosquera prend Bogota et se déclare président provisoire. L'un de ses premiers actes est de renommer le pays en États-Unis de Nouvelle-Grenade (espagnol : Estados Unidos de Nueva Granada), nom abandonné en novembre de la même année pour celui d'États-Unis de Colombie (espagnol : Estados Unidos de Colombia).

## Conséquences
À partir du 4 février 1863 se réunit la convention de Rionegro. Il en résulte une nouvelle constitution qui entérine le changement de nom du pays et redéfinit la répartition des pouvoirs entre le gouvernement central et les États fédérés au profit de ces derniers. La diminution du pouvoir central entraînera de nombreux heurts entre les États fédérés, certains dégénérant en guerre civile (notamment en 1876-1877).